# Houthalen-Helchteren
Houthalen-Helchteren es un municipio de la provincia de Limburgo en Bélgica. Sus municipios vecinos son Beringen, Genk, Hechtel-Eksel, Heusden-Zolder, Meeuwen-Gruitrode, Opglabbeek, Peer y Zonhoven. Tiene una superficie de 78,3 km² y una población en 2011 de 30.318 habitantes, siendo los habitantes en edad laboral el 66% de la población.

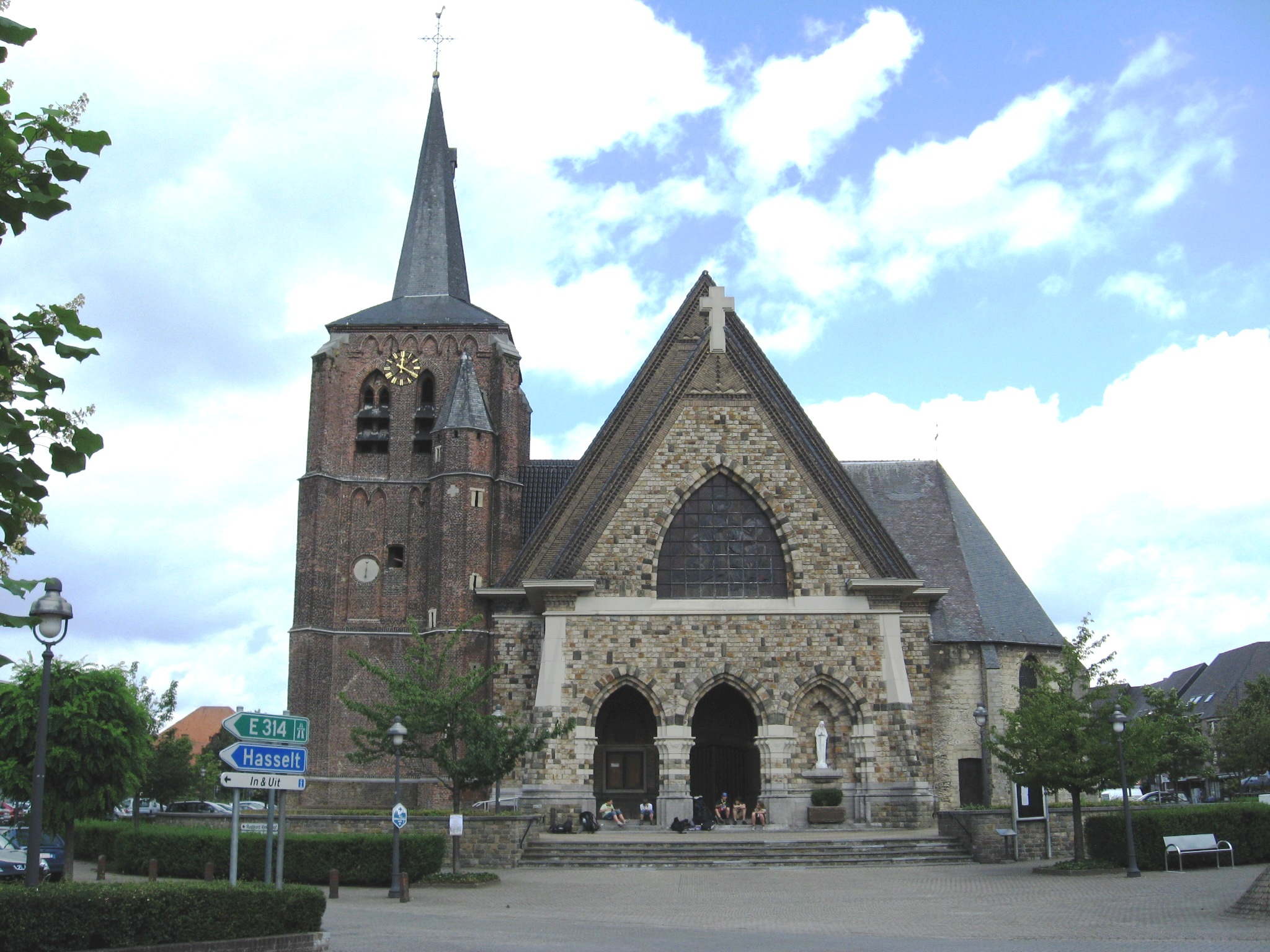
Iglesia de San Martinus, en Houthalen.

El municipio se formó en 1977, cuando se fusionaron los antiguos municipios de Houthalen y Helchterense, y se compone en la actualidad de las siguientes localidades: Houthalen centro, Houthalen-Oost, Helchteren, Sonnis, Laak, Meulenberg y Lillo.
Houthalen era una pequeña comunidad rural hasta 1938, año en que se construyó una mina, lo que llevó al crecimiento de la población y la construcción del asentamiento Oude Cité y el distrito Meulenberg por los operadores de la mina.
Helchteren se encuentra cerca de la cuenca entre el río Mosa y el río Escalda, en las inmediaciones del río Dommel.

## Demografía

### Evolución
Todos los datos históricos relativos al actual municipio, el siguiente gráfico refleja su evolución demográfica, incluyendo municipios después de efectuada la fusión el 1 de enero de 1977.
| Gráfica de evolución demográfica de Houthalen-Helchteren entre 1846 y 2020 |
|                                                                            |

## Personas notables de Houthalen
- Ingrid Daubechies, matemática y física.
- Antonio Vázquez Palazón, técnico electrónico.